# Point of Rocks
Point of Rocks è una comunità non incorporata della contea di Sweetwater, Wyoming, Stati Uniti. Al censimento del 2000, Point of Rocks aveva una popolazione di 3 abitanti, quando era un census-designated place (CDP).

## Geografia fisica
Secondo lo United States Census Bureau, ha un'area totale di 1,8 mi² (4,66 km²).

## Società

### Evoluzione demografica
Secondo il censimento del 2000, la popolazione era di 3 abitanti.

### Etnie e minoranze straniere
Secondo il censimento del 2000, la composizione etnica del CDP era formata dal 100,0% di bianchi, lo 0,0% di afroamericani, lo 0,0% di nativi americani, lo 0,0% di asiatici, lo 0,0% di oceanici, lo 0,0% di altre razze, e lo 0,0% di due o più etnie. Ispanici o latinos di qualunque razza erano lo 0,0% della popolazione.